# سوخت‌رسانی دریایی
سوخت‌رسانی دریایی به معنی فراهم‌آوری سوخت مورد نیاز کشتی‌ها است و شامل بارگیری سوخت به کشتی سوخت‌بَر و پخش آن بین مخزن‌های سوخت در دسترس می‌شود.

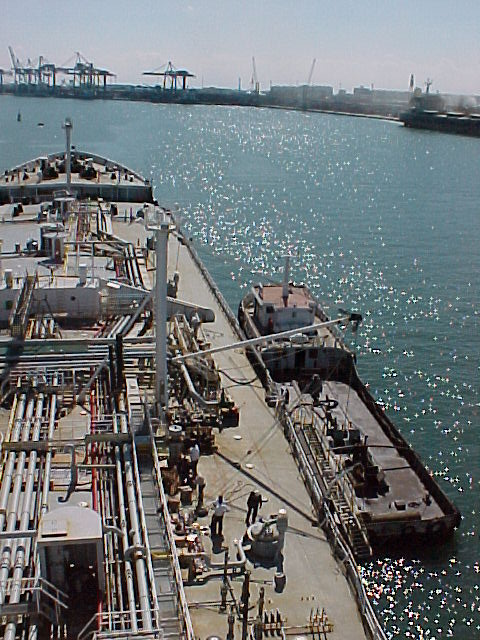
کشتی نفت‌کش در حال سوخت‌گیری

ریشه این واژه به زمان کشتی بخار بر می‌گردد که سوخت یا زغال‌سنگ در انبار (مخرن) نگهداری می‌شدند. امروزه این واژه برای نگهداری فراورده‌های نفتی در مخزن‌ها، و عملیات و تجارت سوخت‌گیری کشتی‌ها استفاده می‌شود. عملیات سوخت‌گیری در بندر انجام می‌شود و نگهداری مخزن سوخت کشتی و توزیع سوخت بین کشتی‌ها را در بر می‌گیرد.

## قوانین دریایی
در بسیاری از قراردادهای دریایی مانند قرارداد اجاره کشتی یا قانون ۱۹۷۱ حمل نقل کالا و سیاست‌های بیمه دریایی، صاحب یا گرداننده کشتی، موظف است که از قابلیت امکان دریانوردی کشتی اظمینان حاصل کند. قابلیت امکان دریانوردی کشتی نه تنها به معنی سلامت فنی و داشتن خدمه فنی کارآزموده است، بلکه به معنی پُر بودن کشتی از سوخت برای آغاز سفر هم هست. اگر گرداننده مسیر می‌خواهد در هنگام پیمودن مسیر، مخزن سوخت کشتی را پُر کند باید در قرارداد نوشته شود. در غیر اینصورت، اخلال در سفر ممکن است به عنوان انحراف فرض شود که یک تخطی جدی از قرارداد است. اگر در وسط اقیانوس، سوخت کشتی تَه بکشد نیز تخطی جدی از قرارداد است و بیمه‌کننده می‌تواند قرارداد خود را لغو کند. در این هنگام، گیرنده کالا نیز می‌تواند در دادگاه طرح دعوی کند. از سوی دیگر می‌تواند موقعیت نجات دریایی را هم فراهم کند.

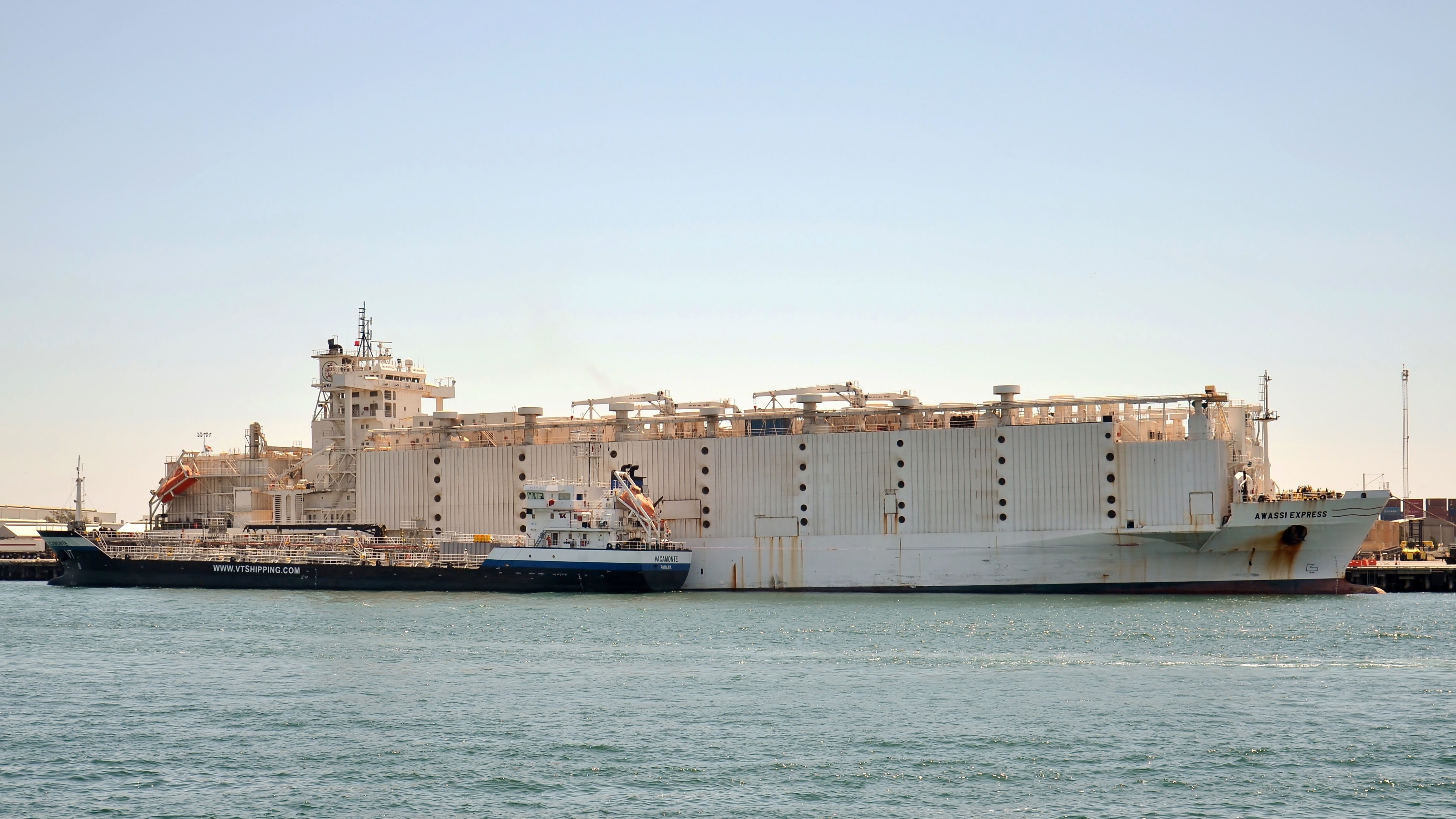
کشتی دام‌بر در حال سوخت‌گیری در بندرگاه فریمنتل در شهر پرت ایالت استرالیای غربی

## سوخت‌گیری" به عنوان دزدی
بیش از هر جای دیگر در نیجریه واژه "سوخت‌گیری" (به انگلیسی: Bunkering) به معنی دزدی پنهانی نفت خام از لوله‌های انتقال و مخزن‌های نگهداری آن است. چنین دزدی‌های بی‌خردانه‌ای باعث حوادث و آلودگی زیست محیطی بسیار می‌شوند.